# 卡普拉塔火山
卡普拉塔火山是南美洲的火山，位於玻利維亞和智利接壤的邊境，屬於安第斯山脈的一部分，與阿科坦戈火山和烏馬拉塔火山組成火山群，海拔高度5,590米。
18°24′54″S 69°02′45″W / 18.415°S 69.0458°W